# Haelen (plaats)
Haelen (uitspraakⓘ) (Limburgs: Hale) is een kerkdorp in de Nederlandse provincie Limburg. Het vormt sinds 2007 een deel van de gemeente Leudal. Daarvoor hoorde het bij de gelijknamige gemeente Haelen. Het dorp telt 4.415 inwoners. In het dorp spreekt men een Limburgs dialect, het 'Haeles'.

## Geschiedenis
De omgeving van het dorp wordt al vanaf de steentijd bewoond. Dit is vastgesteld aan de hand van archeologische vondsten. De reden voor deze vroege bewoning is dat Haelen nabij de hoge(re) zandgronden langs het Leudal ligt.
Haelen werd voor het eerst schriftelijk vermeld in 1240. In de feodale tijd behoorde Haelen tot het Graafschap Horn en vanaf circa 1570 bij het Prinsbisdom Luik. In 1679 werd Haelen een zelfstandige heerlijkheid. In de Franse tijd behoorde het van 1800 tot 1814 tot het departement Nedermaas, daarna maakte het deel uit van het Verenigd Koninkrijk der Nederlanden, totdat het als gevolg van de Belgische Revolutie van 1830 ingedeeld werd bij Nederlands Limburg.
In de loop van de 19e eeuw vormde zich, ten noorden van Kasteel Aldenghoor, een dorpskern, en vooral na de Tweede Wereldoorlog werd het dorp, vooral in westelijke richting, uitgebreid met diverse woonwijken.

## Bezienswaardigheden
- Kastelen
  - Kasteel Aldenghoor
  - Warenberg, voorburcht van voormalig kasteel
- Watermolens:
  - Vogelmolen, voormalige watermolen op de Haelense Beek
- Kerkelijke gebouwen
  - Sint-Lambertuskerk
  - Heilig Hartbeeld uit 1919
  - Sint-Elisabethklooster
  - Mariakapel De Spar
  - Onze-Lieve-Vrouw-van-Fatimakapel
  - Onze-Lieve-Vrouw-van-Lourdeskapel
  - Onze-Lieve-Vrouw-van-Smartenkapel
  - Regina Paciskapel
  - Sint-Annakapel
  - Sint-Jozefkapel
- Overig
  - Uilentoren en Vleermuistoren op landgoed De Bedelaar
  - Huis aan Burgemeester Aquariusstraat 46, eind 18e eeuw.

## Musea
- Vlakbij in Nunhem ligt Leudalmuseum in boerderij Sint-Elisabethshof uit 1875.

## Economie
Nabij Haelen liggen belangrijke bedrijventerreinen:
- Zevenellen, direct ten noorden van de Willem-Alexander Centrale en de Maascentrale (die van 1954 tot 1996 stroom heeft geleverd), beschikt over een haven aan de Maas en 35 ha ruimte exclusief de centrales. Inclusief de centrales (en de huidige vestiging van afvalverwerker Attero) betreft het 92 ha. De bedoeling is dat het zwaartepunt van de nog te vestigen activiteiten op biomassa komt te liggen.
- Windmolenbos, ten westen van genoemde centrale (34 ha)

## Verenigingsleven
Haelen heeft een eigen carnavalsvereniging, 'De Vreigeliers' genaamd. De carnavalsnaam van Haelen is: 't Vreigelriek.

## Geboren
- Karel Lodewijk van Keverberg van Kessel (1768-1841), staatsman
- Frans Maassen (1965), voormalig wielrenner en ploegleider
- Bart Brentjens (1968), mountainbiker
- Roy Curvers (1979), voormalig wielrenner

## Nabijgelegen kernen
Horn, Nunhem, Buggenum, Heythuysen, Baexem
Dorpen: Baexem · Buggenum · Ell · Grathem · Haelen · Haler · Heibloem · Heythuysen · Horn · Hunsel · Ittervoort · Kelpen-Oler · Neer · Neeritter · Nunhem · Roggel

Buurtschappen: Aan de Bergen · Aan het Broek · Achter het Klooster · Asbroek · Beekkant · Berik · Blenkert · Brumholt · Caluna · Castert · De Horck · Dries · Eiland · Eind · Ellerhei · Gendijk · Geneijgen · Gerhegge · Haelense Broek · Hanssum · Heiakker · Heide (Heythuysen) · Heide (Roggel) · Heioord · Heugde · Hoek · Hollander · Hoogschans · Hoogstraat · De Horck · Kappert · Karreveld · Keizerbos · Kinkhoven · Laak · Maxet · Mortel · Nijken · Op de Bos · Ophoven · Overhaelen · Roligt · Santfort (deels) · Schaapsbrug · Schans (Ell) · Schans (Roggel) · Schillersheide · Smidstraat · Strubben · Uffelse · Venne · Vestjenshoek · Vlaas · Waije

Voormalige gemeenten: Haelen · Heythuysen · Hunsel · Roggel en Neer

Limburg: Steden en dorpen      Nederland: Provincies · Gemeenten